# شاخص بووسپا

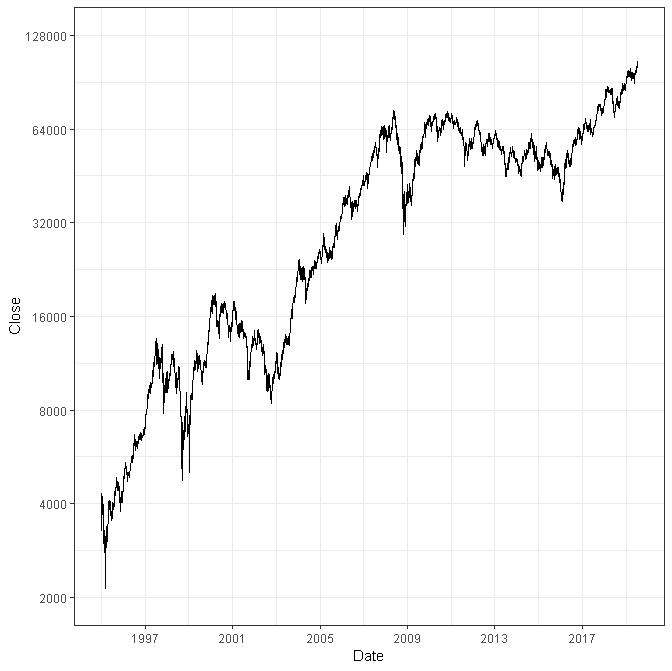
تصویری از شاخص

شاخص بووسپا (پرتغالی: Índice Bovespa) شاخص بازار بورس سائو پائولو است، که در سال ۱۹۹۴ راه‌اندازی شد و هم‌اکنون از ۷۰ شرکت تشکیل می‌شود.